# یوری استتسکو
یوری استتسکو (انگلیسی: Yuriy Stetsko؛ زادهٔ ۴ اوت ۱۹۸۱) ورزشکار اسکی نمایشی اهل اوکراین است.

## حرفه
وی همچنین از اسکی‌بازان نمایشی در بازی‌های المپیک زمستانی ۱۹۹۸ بوده است. 